# Mizuho, Gifu
Mizuho (瑞穂市 Mizuho-shi)　là một thành phố thuộc tỉnh Gifu, Nhật Bản.